# Itchyworms
Los Itchyworms es una banda musical de género rock alternativo filipina, cuya música es acompañada instrumentalmente principalmente con la guitarra de género rock-conducido que se tocaba entre las décadas de los años 1960 y 1980, a veces pronunciada con sensibilidad con el género pop. Su música es adornado con dos estilos de armonías vocales que consta de tres partes. El grupo al principio se hizo conocer bajo el nombre de OPM (Original Pilipino Música). Durante la escena musical en 2006 con su segundo disco se hicieron conocer con temas musicales con canciones como "Akin, Na Ka Lang" y "Cerveza".

## Miembros
- Jazz Nicolas
- Kelvin Yu
- Chino Singson
- Jugs Jugueta

### Anteriores miembros
- Hadrian Cruz

## Discografía

### Álbumes Enteros
- Pequeños Monstruos bajo la cama (Viva / Neo Records, 2001) 
  - Carrusel de Mellow
  - Happy House
  - El café en el Gobi

Faros ** 
- - Paglipad
  - No Caveman
  - Kaldero Isang Umaatikabong ng Mananakop
  - I FOUND YOU
  - Ganyan Bakit Kung Ngayon bebé Si
  - Feliz cumpleaños
  - Berdugo ng Bulacan (Bakal en Karne)
  - Antipara
  - Bituwin
  - Baliktad
  - Buscar y Buscar
  - 12 Angry Mob REMIX prurito

Acta ** 
- - No Mucho
  - Waterbug
  - En el Bar de Tapas
  - Chocophotoland
  - Sphrgles Lullabye ->
- El Gusano Y saltó sobre la luna (Con independencia en libertad, 2003) 
  - Buwan
  - Ilusión (en vivo en Museo de la Música)
  - Buwan (Acoustic "Uso" Version) ->
- Mostrar Mediodía (Universal Records, 2005) 
  - Patnubay Ng de Magulang
  - Tema de Mediodía Mostrar
  - Ka'Tol
  - Buwan
  - Número Uno Concursante
  - Na Ka Akin, Lang
  - Cerveza
  - Balde o Salapi?
  - Salapi (OST-Tiempo grande)
  - Un Ball
  - Amor equipo
  - Nang Wala Puwedeng Magmahal Sa'yo (Stalker Song)
  - Mister Amor
  - Todo el mundo piensa que eres loco
  - Estrella fugaz
  - O Jabón Pera
  - Número de Producción ->
- Mostrar Reenvasado del Mediodía (con bonus Comercial Break AVCD, Universal Records, 2006) 
  - Lang Akin, Na Ka (Music Video)
  - Cerveza (Music Video)
  - Salapi (Music Video)
  - Buwan (Music Video)
  - Kabataang Pinoy
  - Cerveza Lite
  - Canción Feliz
  - Hola Moto
  - Lang Akin, Na Ka (Versión Corbata)
  - Buwan (Acoustic "Uso" Version)
  - Buwan (Mix Rigor Spanky, FEAT. Espacio CENTENO Monkeys. James y Raimund)
  - Grabeng Pag-ibig (Rodel "jukebox" Rodrigo)
  - Jackson (Deleted Scene) ->
- Auto-Titulado (Filipinas Sony BMG, 2008)

### Recopilaciones
- Canciones de NU107 en el crudo (Sony Music, 1998)
- Pasta Freakshow (Viva / Neo Records, 2001)
- Gimik Nación (Viva / Neo Records, 2002)
- Kami Napo Muna (Universal Records, 2006)
- Temporada Primer plano de las Sonrisas de Navidad CD (Universal Records, 2006)
- Astig ... los mayores éxitos Band (Universal Records, 2006)
- AYUZ! Alternativa Pinoy de los cortes de energía (Viva / Neo Records, 2006)
- SUPER - los mayores éxitos de la OPM de Año (Universal Records, 2007)
- Napo Kami Ulit Muna (Universal Records, 2007)
- Musika Sa kuya Ni bahay: The Best Of Hits Pinoy Big Brother (Star Records, 2008)
- Gusto Ko Rock Ng (Sony Music, 2009)

### Singles
- Desde pequeños monstruos bajo tu cama
  - "Antipara"
  - "Bituin"
  - "Happy House" (NU107 liberación)
  - "No Caveman" (NU107 liberación)

- Desdey el gusano saltó sobre
  - "Buwan"

- Desde Show del Mediodía
  - "Na Ka Lang Akin," # 9 Filipinas
  - "Cerveza" # 17 Filipinas
  - "El amor" Equipo # 1 Filipinas (1 semana)
  - "Theme from Mediodía Show" (NU107 liberación)

- De Mediodía Show (Reenvasado )
  - "Kabataang Pinoy" Filipinas (PBB Adolescentes Edición) # 20
  - "Hello Moto"
  - "La cerveza Lite" (NU107 release) ->

## Los refrendos de Itchyworms
- Motorola
- RC Cola
- Enervon
- Close-Up
- Pringles
- KFC
- San Miguel Beer